# Mirella Freni
Mirella Freni (Modena, 1935. február 27. – Modena, 2020. február 9.) olasz operaszoprán, aki fél évszázadot töltött a főbb nemzetközi operaházak színpadán. Nemzetközi figyelmet először a Glyndebourne-i Fesztiválon kapott, ahol Zerlinát alakította Mozart Don Giovannijában és Adinát Donizetti Szerelmi bájitalában.
Mimì szerepe fűződik hozzá Puccini Bohémélet című operájában, amelyet a milánói Scalában és a bécsi Staatsoperben is énekelt, 1963-ban, Herbert von Karajan vezényletével. Szerepelt a produkció filmjében is, s 1965-ben szintén ezzel a szereppel debütált a New York-i Metropolitan Operában. A legkorábbi opera-DVD-ken meggyőzően ábrázolta karaktereit mind színészi, mind énekesi szempontból. Sok éven át Nikolaj Gjaurov bolgár basszusénekes felesége volt, akivel nemcsak többször lépett fel közösen, de lemezt is vett fel. A The New York Times nekrológja „páratlan olasz primadonnáként” jellemzi.

## Élete
Modenában született, Mirella Fregni néven. Ugyanaz volt a szoptatós dajkája, mint Luciano Pavarottinak, akivel együtt nőtt fel, és aki gyakori tenorpartnere lett a színpadon. Először nagybátyjánál, Dante Arcellinél majd Luigi Bertazzoninál és Ettore Campogallianinál tanult énekelni. Később megváltoztatta a nevét, mert úgy gondolta, hogy könnyebb lesz kiejteni. Szülővárosa operaházában, a Teatro Municipaléban, 1955. március 3-án Micaëla szerepében, Bizet Carmenjében debütált. Később feleségül ment tanárához, a zongorista és rendező, Leone Magierahoz; a párnak egy lánya született. 1958-ban folytatta pályafutását, Mimìt alakította Puccini Bohéméletében, a torinói Teatro Regióban, és énekelt a hollandiai De Nationale Opera 1959–60-as évadában is. A nemzetközi áttörést a Glyndebourne-i Fesztivál hozta el számára, ahol 1960-ban Zerlinaként tűnt fel Mozart Don Giovannijában, Joan Sutherland mellett, Donna Anna szerepében, 1962-ben pedig Susannéként, a Figaro házasságában, valamint Adinaként Donizetti Szerelmi bájitalában, Franco Zeffirelli rendezésében.
1961-ben először a londoni Royal Opera House-ban lépett fel Nannettaként, Verdi Falstaffjában. Ugyanebben az évben a milánói Scalában Renata Scotto helyett lépett színpadra Nanetta szerepében. 1963. január 31-én Mimìként szerepelt a Zeffirelli által rendezett és Herbert von Karajan vezényelte produkcióban. Az operákban és koncerteken a karmester egyik kedvenc énekese lett. A produkciót ugyanabban az évben megismételték a Bécsi Állami Operaházban, ahol tizenegy szerepben énekelt, köztük Puccini Manon Lescautjának címszerepében és Ameliaként Verdi Simon Boccanegra című művében.
1965. szeptember 29-én először lépett fel a New York-i Metropolitan Opera színpadán, ismét Mimiként, Gianni Raimondival, aki Rodolfo szerepében szintén akkor debütált a Metben. Ahogyan Alan írta a The New York Herald Tribune-ban:
Miss Freni, nos „ellenállhatatlan” kezdetnek megteszi. Ránézésre gyönyörű, egyszerű természetesség és lehengerlő intelligenciájú színésznő, aki a hang és a gesztusok segítségével egy elragadóan nőies és kecses Mimìt teremtett. Maga a hang tiszta és üde, alulról felfelé megszakítások nélkül, folyamatosan emelkedve száll, és minden pillanatban csodálatosan színesíti azt az illúziót, amely ösztönösen aláfesti a szöveget.
Később Adinaként szerepelt Donizetti Szerelmi bájitalában, majd Liùként Puccini Turandotjában, Marguerite-ként Gounod Faustjában, Júliaként a Rómeó és Júliában, Susanna, Micaela és Manon Lescaut szerepében. A következő évben újra Mimìvel mutatkozott be a Philadelphia Lyric Opera Company színházban, Flaviano Labòval Rodolfo szerepében. Az 1970-es évek elejétől az 1980-as évekig Freni nehezebb Verdi-szerepeket énekelt, köztük Elisabetta John Dexter Don Carlos-produkciójában, Desdemonát az Otellóban (Jon Vickers mellett), Ameliát a Simon Boccanegrában, Elvirát a Luca Ronconi-rendezésben létrejött Ernaniban, A végzet hatalmában Leonorát és az Aida címszerepét 1987-ben a Houstoni Grand Operában. Puccini Toscájaként csak felvételt készített. Manon Lescaut-ként lépett fel a Metropolitan Opera 1990-es évadában, és felvette a Pillangókisasszony Cso-cso-szánját, valamint az Il trittico három szerepét.
Freni gondosan választotta meg szerepeit, ahogy egy interjúban elmondta: „Sok mindenben nagylelkű vagyok, de nem akkor, amikor azt gondolom, hogy az tönkreteszi a hangomat. Néhány énekes istennek hiszi magát, aki mindent meg tud csinálni. Én mindig őszinte voltam magamhoz és a lehetőségeimhez.” Visszautasította Karajan ajánlatát, hogy eljátssza Verdi A trubadúr című művében Leonora szerepét és Puccini Turandotjának címszerepét. Az Ernani Elviráját pedig egyetlen Scala-beli előadás után (és annak ellenére, hogy máshol is felajánlották neki a szerepet) mellőzte. Soha nem énekelte Cso-cso-szánt színpadon, de kétszer rögzítette, nem számítva az 1975-ös Pillangókisasszony filmet Plácido Domingo oldalán, Karajan dirigálásával és Jean-Pierre Ponnelle rendezésében. Susannét alakította a Figaro házassága című Ponnelle-filmben, amelyben Dietrich Fischer-Dieskau, Kiri Te Kanawa és Hermann Prey is szerepelt.
1978-ban, miután házassága Magierával válással végződött, hozzáment Nikolaj Gjaurovhoz, a háború utáni időszak egyik vezető basszistájához. Együtt közreműködtek a Centro Universale del Bel Canto megalapításában, Vignolában, ahol 2002-ben elkezdtek mesterkurzusokat tartani. Gjaurov 2004-es halála után Freni folytatta munkáját a bel canto hagyomány megőrzéséért, s a világ minden tájáról érkező fiatal énekeseket tanított.
Az 1990-es években bővítette repertoárját és stílusát az olasz verismóval, Francesco Cilea Adriana Lecouvreurja milánói, párizsi, barcelonai és New York-i, valamint az Umberto Giordano Fedora című operája londoni, milánói, New York-i, torinói címszerepeit vállalva Barcelonában és Zürichben. 1997-ben Giordano Madame Sans-Gêne-jét adta elő a Teatro Massimo Belliniben. Ez idő alatt orosz operákban énekelt, például Csajkovszkijtól Tatjána szerepét az Anyeginben, Lisát A pikk dámában és Ioannát Az orleans-i szűzben. Freni 2005. április 11-én, 70 éves korában fejezte be színpadi pályafutását a Washingtoni Nemzeti Operában, ahol a tinédzserkorú Ioannát alakította.
Modenai otthonában, bő két héttel 85. születésnapja előtt hunyt el, menedzsere szerint „hosszú degeneratív betegség és agyvérzés után”. 2020. február 12-én koporsóját a halottasházból a Teatro Comunaléba vitték nyilvános tiszteletadásra, majd körmenet után a modenai székesegyházban helyezték örök nyugalomra.

## Kitüntetései
1990-ben az Olasz Köztársasági Érdemrend nagy lovagkeresztjével tüntették ki, 1993 márciusában pedig a francia Becsületrend birtokosa lett. 1995-ben az Ordre des Arts et des Lettres parancsnoki fokozatát kapta meg. A Pisai Egyetem 2002-ben díszdoktori diplomát adott neki az „európai kultúrához való nagy hozzájárulásáért”. 2009-ben az Olasz Köztársaság Becsületrendje tiszti fokozatát is megkapta.
2005-ben a Metropolitan Opera-beli debütálásának 50. évfordulóját James Levine vezényletével ünnepelte a színpadon.

## Videográfia
- The Metropolitan Opera Centennial Gala, (1983), Deutsche Grammophon DVD, 00440-073-4538, 2009
- The Metropolitan Opera Gala 1991, Deutsche Grammophon DVD, 00440-073-4582, 2010

## Fordítás
- Ez a szócikk részben vagy egészben  a   Mirella Freni című angol Wikipédia-szócikk ezen változatának fordításán alapul.  Az eredeti cikk szerkesztőit annak laptörténete sorolja fel. Ez a jelzés csupán a megfogalmazás eredetét és a szerzői jogokat jelzi, nem szolgál a cikkben szereplő információk forrásmegjelöléseként.